# Sien
La sien (de sen ‘sentido’) o la templa (del latín tempŏra, de tempus ‘tiempo’) es una región de la cabeza, situada a nivel lateral y entre el ojo, la frente, la oreja y la mejilla. Está situada encima y delante de la oreja.
A nivel craneal, la región temporal incluye la porción lateral del hueso esfenoides y parte del hueso temporal, mientras que a nivel nervioso periférico está definida por el ganglio de Gasser, del cual se origina el nervio trigémino. El músculo temporal cubre esta zona y se utiliza durante la masticación.

## Descripción anatómica
La región temporal es más vulnerable que otras regiones de la bóveda craneal (frontal, parietal y occipital), porque el hueso temporal es relativamente más delgado, siendo el punto más débil el pterion (unión entre los huesos frontal, parietal, esfenoides y temporal), que también es un abordaje neuroquirúrgico.
Además, el hueso temporal contiene canales y cavidades que contienen estructuras vasculares y nerviosas (en particular el nervio facial) y elementos del oído medio e interno.

## Patología
Dado que la sien está muy cercana al cráneo y con poca porción de hueso craneal, opone poca resistencia a los golpes. Un traumatismo importante (fractura del hueso temporal o fractura del peñasco) conlleva un riesgo de complicaciones como parálisis facial, pérdida de audición (sordera), trastornos del equilibrio, ceguera, cefalea, pérdida de la consciencia, entre otras. 

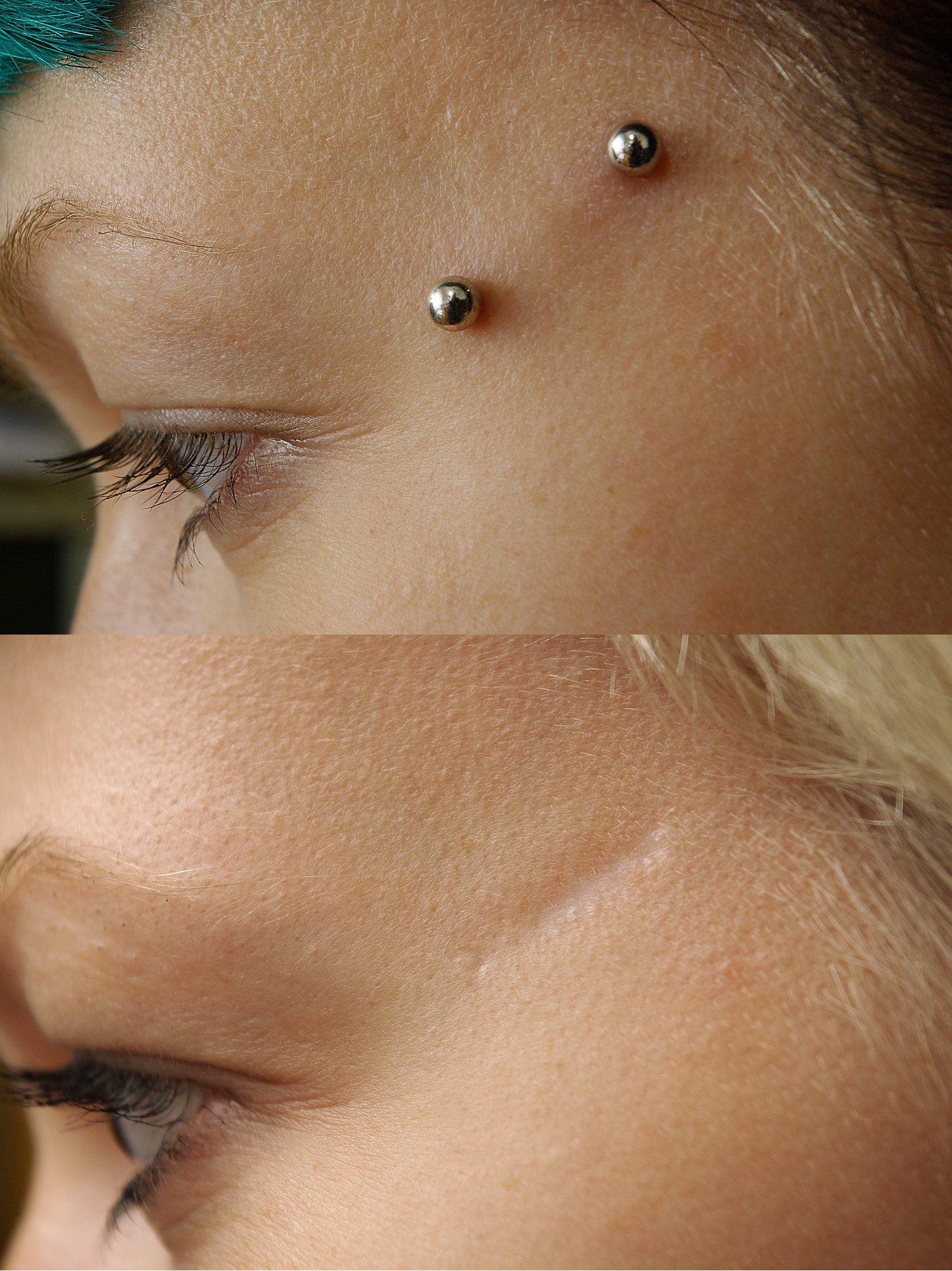
Huella dejada por un pirsin sobre la sien.

Además del riesgo de hemorragia, la proximidad del hueso temporal a la base del cráneo implica un mayor riesgo de infección con fuga de líquido cefalorraquídeo en caso de fractura (ruptura osteomeníngea), y, en algunos casos, comas irreversibles e incluso la muerte.         